# George Howard (11e comte de Carlisle)
Pour les articles homonymes, voir George Howard.
George Josslyn L'Estrange Howard, 11e comte de Carlisle (6 janvier 1895 - 17 février 1963), titré vicomte Morpeth de 1911 à 1912, est un homme politique et pair britannique.

## Jeunesse
George Josslyn L'Estrange Howard est né le 6 janvier 1895. Il est l'aîné et le fils unique de Charles Howard (10e comte de Carlisle) et de Rhoda Ankaret L'Estrange (1867-1957). Ses trois sœurs cadettes sont Constance Ankaret Howard, Ankaret Cecilia Caroline Howard (épouse de William Jackson, 7e baronnet) et Elizabeth Henrietta Howard (épouse de Lawrence Robert Maconochie-Welwood).
Sa mère est la fille aînée du colonel Paget Walter L'Estrange et Emily Ryves L'Estrange (une fille du général Ryves). Ses grands-parents paternels sont George Howard (9e comte de Carlisle) et la militante de la tempérance radicale, Rosalind Frances Stanley (cinquième fille d'Edward Stanley (2e baron Stanley d'Alderley)).

## Carrière
Le 20 janvier 1912, il hérite du comté de Carlisle à la mort de son père.
Lord Carlisle sert pendant la Première Guerre mondiale comme capitaine de corvette de la Royal Navy et reçoit la Croix de Guerre.
Pendant la Seconde Guerre mondiale, il est administrateur de la United Kingdom Commercial Corporation en Turquie. En 1947, il est membre d'une société de bourse de Londres.

## Vie privée
Le 17 janvier 1918, Lord Carlisle épouse sa première femme, Bridget Hore-Ruthven, l'aînée des quatre filles du major-général Walter Hore-Ruthven, 10e Lord Ruthven de Freeland et Jean Lampson. Ils ont deux enfants : 
- Carolyn Bridget Dacre Howard (née en 1919), qui sert avec le service territorial auxiliaire et les premiers soins infirmiers Yeomanry pendant la Seconde Guerre mondiale.
- Charles Howard (12e comte de Carlisle) (1923-1994)

En juin 1947, un tribunal de Londres accorde un jugement de divorce à Lord Carlisle contre la comtesse de Carlisle pour adultère avec Walter Monckton, dont la femme obtient en même temps un jugement similaire. Après leur divorce, il épouse, le 16 août 1947, Esme Mary Shrubb Iredell (décédée en 1977), la deuxième fille du Dr Charles Edward Iredell de Londres. Ils ont un enfant :
- Susan Ankaret Howard (1948-2018)[4], qui épouse (Charles) James Buchanan-Jardine, fils cadet de John Buchanan-Jardine, 3e baronnet en 1967[4]. Ils divorcent[5] et Lady Susan épouse le comte Hubert Charles de Meyer, en 1978 [6],[7].

Lord Carlisle est décédé le 17 février 1963 à Dumfries, en Écosse et est remplacé par son fils unique, Charles. Lady Carlisle est décédée le 4 juin 1977.